# Cunon II de Falkenstein
Cunon de Falkenstein (né vers 1320, décédé le 21 mai 1388), fut archevêque de Trèves de 1362 à 1388 et administrateur du siège vacant de Cologne. Il fut en son temps le plus riche prélat du Saint Empire.

## Biographie
Il naquit de Philippe IV, seigneur de Falkenstein et de Jeanne, fille du comte de Sarrewerden. Il fut de même que son frère Jean, chanoine de Mayence (1325), écolâtre (1345) et prévôt du chapitre (1348) de la cathédrale Saint-Martin de Mayence. Henri III de Virnebourg, archevêque de cette église, l’employa beaucoup dans les affaires de son évêché, et il eut la principale part dans tout ce qui s’y passa sous ce prélat. On raconte que l'Empereur Charles IV étant venu à Mayence en 1359 se plaignit aux légats du Pape du peu de soin qu'on apportait à réformer les mœurs du clergé. Il en donna pour exemple Cunon de Falkenstein, qui était présent et dont l'habit, surtout le capuce, était orné de pièces d'or et de bandes de soie de diverses couleurs. Il se fit apporter cet habillement et demanda aux assistants : « Que vous en semble? À qui cela convient-il mieux, à un Ecclésiastique ou à un Gentilhomme et à un Cavalier? » Ensuite s'étant tourné du côté de l'Archevêque, il lui ordonna de réformer les mœurs et le luxe de son clergé. Boémond archevêque de Trèves, pour se faire respecter et pour réprimer les entreprises de la noblesse, prit Cunon pour coadjuteur, comme étant d'une grande naissance, d'une expérience éprouvée dans le maniement des affaires et capable des plus sérieuses entreprises en fait de guerre.

### Archevêque de Trèves
Cette qualité, remarque Dom Augustin Calmet, était requise alors dans des prélats tels que l’archevêque de Trèves, plus occupés des exploits militaires que des fonctions ecclésiastiques. Boëmond ayant découvert son dessein à Cunon de Falkenstein, le nomma chanoine de sa cathédrale, le fit agréer pour coadjuteur au grand chapitre de Trèves. Ensuite il fut reconnu pour prince par ceux de la ville et reçut le serment de fidélité. Peu après Cunon alla mettre le siège devant Villmar, qui appartenait au Seigneur d'Isembourg. Le Coadjuteur fut blessé, mais dans quelques heures il emporta la place. Philippe d'Isembourg ayant voulu de nouveau inquiéter l'Archevêque de Trèves, Cunon marcha contre lui, le battit et le prit une seconde fois prisonnier. Boémond étant vieux, pria le Pape Innocent VI de permettre qu'il remit on église à Cunon et de lui envoyer le pallium, ce qui lui fut accordé. Boémond le fit sacrer dans le château de Saint-Peterseck en 1363 et puis se retira à Sarrebourg. Cunon, devenu archevêque, ratifia le traité qui avait été fait entre Baudouin de Luxembourg et la ville, confirmé par Boémond, il accorda aux bourgeois, pendant sa vie, la garde et protection des Juifs avec le tribut que la ville en tirait. Il défendit aux Juifs d'avoir dans la ville plus de 50 familles.
En 1364 la ville de Trèves fit des entreprises contre les droits de l'Archevèque qui alliégea cette ville et la réduisit à se soumettre. On convint de part et d'autre de prendre l'Empereur pour arbitre des différends. L'Empereur étant à Prague, après avoir oui les Députés des deux partis, prononça en 1365. Cunon ne jugea pas à propos d'exiger l'exécution d'un jugement qui était si fort à son avantage. Préférant la paix à un avantage qu'il n'aurait pu conserver qu'aux dépens de sa tranquillité et du sang de ses sujets, il passa une transaction avec les bourgeois de Trêves, qui y fut signée le 16 juin 1365. L'Archevêque rebâtit alors le château de Palatiole ou Palz, qui est près de Trèves, et lui rendit sa première beauté.

### La succession de l'archevêché de Cologne
À la mort de Guillaume de Gennep, en 1362, la succession à la tête de l'archevêché de Cologne avait fait l'objet de multiples candidatures : non seulement celle (pour la seconde fois) de l'évêque de Liège Engelbert de la Marck, mais aussi celle de son neveu, l’Électeur de Münster Adolphe de la Marck, enfin celle du chanoine Jean de Virnebourg. Tandis que les deux premiers candidats faisaient le siège de la cour du pape en Avignon en quête d'approbation, Jean obtenait au terme d'un scrutin agité la majorité du chapitre (une minorité plaidait pour Floris de Wevelinghoven). Jean contrôlait en effet, par sa famille, les villes d'Andernach et de Linz et avait accaparé le trésor du défunt archevêque. Adolphe ne pouvait obtenir l'archevêché qu'en accordant ce détournement à Jean le 23 octobre 1363.
Adolphe engagea lui-même de nouvelles dettes, avant de céder, le 15 avril 1364, l'archevêché à son oncle Engelbert afin de pouvoir devenir comte de Clèves. Ces mutations ne s'accompagnaient pas seulement de transferts de fonds considérables des coffres de l’archevêché vers Avignon, puisque le nouvel archevêque Engelbert confiait en prébende à son neveu tous les fiefs de l’Électorat de Cologne ainsi que les bailliages en amont de Neuss à son neveu (ceux de Kempen et d’Œdt) ainsi que le bailliage et l'octroi du Rheinberg. Ce dernier était le plus rentable des quatre octrois rhénans de l'archevêque et représentait à lui seul 10 000 florins de rente nette, soit près de 60 % des revenus annuels de l'archevêché. Engelbert fit en outre nommer son neveu homonyme, sénéchal de Westphalie, et lui donna en prébende l'octroi de Waldenburg-Schnellenberg, suscitant par là l'émergence d'un nouveau rival pour l'hégémonie en Westphalie.
Pour mettre un frein aux dilapidations d'Adolphe de la Marck, le chapitre imposa Cunon de Falkenstein comme coadjuteur à l'archevêque Engelbert, ce dernier obtenant pour prix de sa retraite les péages et châteaux forts de Brühl et de Lechenich avec leurs rentes (env. 2 000 florins d'or annuels). Cunon prit en charge les dettes de l’Électorat, non sans prendre des hypothèques. Dans l'acte de nomination de la Noël 1366, le chapitre mettait en gage à Cunon le château et le péage d'Altenwied (de), Linz et son octroi rhénan, Rolandseck (de), d'Ahrweiler, Andernach, les château de Schönstein (de), de Nürburg, de Thurant et de Zeltingen.
Dom Augustin Calmet résume à sa façon les circonstances : « Engelbert, archevêque de Cologne, cassé de vieillesse, ayant prié Cunon de se charger de l'administration du diocèse, il accepta cette commission, touché de l'état déplorable auquel cette église était réduite. Les Seigneurs de Vianden et d'Isembourg ayant arrêté et pillé au-dessus d'Andernach des marchands qui allaient de Flandres à la foire de Francfort, Cunon leur déclara la guerre, prit le château d'Hersbach, les obligea à rendre ce qu'ils avoient pris, et pour les brider, bâtit le château d'Engersgaver qu'il nomma Cunon-Stein. »